# Gbéléban (département)
Pour la ville, voir Gbéléban.
Le département de Gbéléban est un département situé au nord-ouest de la Côte d'Ivoire.      
Le chef-lieu est la ville de Gbéléban.     
Le département couvre une superficie de 2 196 km2, avec une population de 29 532 habitants (RGPH 2021).